# Macari de Constantinoble
Macari I de Constantinoble (en llatí Macarius, en grec antic Μακάριος) va ser patriarca de Constantinoble de l'any 1376 al 1379 i per segona vegada del 1390 al 1391.
Andrònic IV Paleòleg el va nomenar patriarca l'any 1376, i Macari el va coronar emperador, i també al seu fill Joan VII Paleòleg el 1377. Quan Joan V Paleòleg va recuperar el tron, el va destituir l'any 1379, però Joan VII Paleòleg, que va ser emperador per un cop d'estat, el va restituir l'any 1390, traient de la seu al patriarca Antoni IV, i va ocupar el càrrec fins que Manuel II Paleòleg el va deposar definitivament pel maig de 1391.